# Wisdom Agblexo
Wisdom Agblexo (Accra (Ghana), 11 november 1986) is een Ghanese voetballer. Hij speelt als aanvaller.
Agblexo begon zijn carrière in eigen land bij FC Young Hearts Tema, op 7-jarige leeftijd. Daar bleef hij 9 jaar lang tot FC Power kwam aankloppen, een club uit de eerste divisie van Ghana. Zo maakte hij zijn debuut op het hoogste niveau op 16-jarige leeftijd. In 2004 kreeg hij de kans om voor Hearts of Oak te spelen, de grootste club uit Ghana. Zijn verblijf bleef beperkt tot één seizoen. Na nog een seizoen bij Hearts of Lion (de derde club van het land), begon het eerste buitenlandse avontuur.
Een manager bracht hem in contact met enkele Egyptische clubs. Na een oefenmatch in Egypte, waarin hij scoorde, bood Olympy Alexandria hem een contract aan voor drie seizoenen. De club stond op dat moment op een degradatieplaats in de Premier League (hoogste divisie in Egypte). Het tij kon niet meer gekeerd worden en Olympy Alexandria zakte naar tweede. Het volgende seizoen werd de verloren plaats in de hoogste afdeling onmiddellijk terug ingenomen. De club speelde kampioen mede dankzij Wisdom Agblexo, die de topschutter van de tweede klasse werd met 16 goals.
Agblexo kreeg interesse van Al-Zamalek, de grootste club in Egypte. Maar in volle onderhandelingen met Zamalek vernam hij dat ook een Belgische club in hem geïnteresseerd was. Dat bleek zeer naar zijn zin en half augustus 2008 tekende de Ghanees een contract bij K. Lierse SK.  Na een seizoen in België keerde hij echter terug naar Egypte bij Wadi Degla FC.

## Palmares
- Kampioen in Egyptische Tweede Klasse: 2007-2008
- Topschutter in Egyptische tweede klasse: 2007-2008

## Statistieken
| Seizoen                                           | Club              | Competitie      | Wedstrijden | Doelpunten |
| ------------------------------------------------- | ----------------- | --------------- | ----------- | ---------- |
| 2006/07                                           | Olympy Alexandria | Premier League  | ?           | ?          |
| 2007/08                                           | Olympy Alexandria | Second Division | 22          | 16         |
| 2008/09                                           | Lierse            | Exqi League     | 20          | 1          |
| 2009/10                                           | Wadi Degla FC     | Second Division |             |            |
| 2010/11                                           | Wadi Degla FC     | Premier League  |             |            |
| Totaal                                            | Totaal            | Totaal          | 398         | 127        |
| Tabel voor het laatst bijgewerkt op 22 juli 2009. |                   |                 |             |            |